# Nazionale A di sci alpino
La nazionale A di sci alpino è la rappresentativa più importante per ogni nazione. I suoi componenti disputano le gare di Coppa del mondo di sci alpino, i Mondiali di sci alpino e le olimpiadi invernali.
È suddivisa in due settori: maschile e femminile.
Nel 1928, Le prime Federazioni nazionali cominciarono ad organizzare una squadra Nazionale A, per partecipare alle olimpiadi. Da allora in poi le nazionali A hanno gareggiato per tutte le maggiori competizioni a livello mondiale.